# Liberalna stranka Kanade
Liberalna stranka Kanade (engleski: The Liberal Party of Canada, francuski: Parti libéral du Canada) je kanadska politička stranka osnovana zajedno s osnutkom Kanadske Konfederacije godine 1867.
Dok je prvih trideset godina bila u opoziciji prema vladajućoj Progresivnoj konzervativnoj stranci, veći dio 20. stoljeća je bila na vlasti u Kanadi, a svaki od njenih vođa je barem jednom obavljao mandat kanadskog premijera. Zbog toga je često nazivaju "prirodnom vladajućom strankom".
Po svojoj ideologiji i političkom programu kanadska Liberalna stranka okvirno pripada političkom centru, ali je primjetno lijevije orijentirana u odnosu na američku Demokratsku stranku, s kojom se ponekad uspoređuje. S druge strane od nje je danas u Kanadi lijevije orijentirana Nova demokratska stranka.
Liberalna stranka je na vlasti bila od godine 1993. do parlamentarnih izbora 2006. godine prilikom kojih je poražena od strane Konzervativne stranke.